# Eohypsibius
Genre
Eohypsibius est un genre de tardigrades de la famille des Eohypsibiidae.

## Liste des espèces
Selon Degma, Bertolani et Guidetti, 2013 :
- Eohypsibius nadjae Kristensen, 1982
- Eohypsibius terrestris Ito, 1988

## Publication originale
- Kristensen, 1982 : New Aberrant Eutardigrades from Homothermic Springs on Disko Island, West Greenland. Proceedings of The Third International Symposium on the Tardigrada, August 3-6, 1980, Johnson City, Tennessee, USA, p. 203-220